# Diplotemnus pieperi
Diplotemnus pieperi är en spindeldjursart som beskrevs av Helversen 1965. Diplotemnus pieperi ingår i släktet Diplotemnus och familjen Atemnidae. Inga underarter finns listade i Catalogue of Life.